# نوکیا ۷۷۰۰
نوکیا ۷۷۰۰ یک‌نمونه از گوشی‌های تلفن همراه سری ۷۰۰۰ شرکت نوکیا می‌باشد که توسط همین شرکت به بازار عرضه شده‌است.